# 김일생
김일생(金一生)은 제22대 대한민국 병무청장이다.
예비역 중장 출신으로, 3군단장 등을 맡았다. 예편 후에는 2012년 5월 9일 ~ 2013년 3월 17일까지 제22대 대한민국 병무청장으로 재직하였다. 